# Elżbieta węgierska (1292–1338)
Elżbieta (ur. 1292, zm. 6 maja 1338) – królewna węgierska z dynastii Arpadów.
Córka króla Węgier Andrzeja III i Fenenny, córki księcia inowrocławskiego Ziemomysła z dynastii Piastów.
W lutym 1298 w Wiedniu została zaręczona z Wacławem, synem króla Czech Wacława II. Po śmierci ojca wraz z macochą Agnieszką opuściła Węgry i przeniosła się do Austrii. Brak możliwości doprowadzenia do małżeństwa skłonił Wacława III w 1305 do zerwania zaręczyn. W 1309 macocha zmusiła Elżbietę do wstąpienia do klasztoru dominikanek w Töss (dziś Szwajcaria). O jej rękę bezskutecznie zabiegał brat Agnieszki Henryk Łaskawy. Elżbieta po śmierci była otoczona lokalnym kultem, który nie został oficjalnie zatwierdzony przez władze kościelne.